# Georg Stubendorff
Georg Stubendorff, död 1672 i Stockholm. Han var tonsättare och organist 1663-1672 vid Jacobs kyrka i Stockholm.

## Biografi
Stubendroff efterträdde Heinrich Pape som organist 1663 vid Jacobs kyrka. Fick samma lön som sin föregångare 300 daler kopparmynt. Den lönen höjdes i mars 1669 till 900 daler kopparmynt. Han kom att arbeta där ända fram till sin död. Han avled 1672 och begravdes i Jacobs kyrka. 
Han gifter sig första gången 23 oktober 1664 med Margareta Jacobsdotter. Han gifter sig andra gången 6 december 1666 med Anna Klausdotter. Han hade en son som föddes omkring 1666 vid namn Gustav.
Det finns inga uppgifter var ifrån Stubendrooff kom eller föddes. Men man tror att han kan ha en koppling med Samuel Stubendorff som var lärare och organist i Grobiņa och Liepāja i Lettland år 1610.

## Verklista

### Vokalverk
- O Jesu dulcissime. För sång, två violiner och generalbas. Skriven 8 april 1663 och tillägnad Gustav Düben[förtydliga]. Stycket är skrivet i italiensk stil.
- Kyrie. För sex stämmor.
- Haec est dies. För sex stämmor.
- Gud will iag lofwa. För sex stämmor.
- Morior misera. För tre stämmor.